# Alex Salmond
Pour l’article homonyme, voir Anne Salmond.
Alexander Elliot Anderson Salmond dit Alex Salmond, né le 31 décembre 1954 à Linlithgow et mort le 12 octobre 2024 à Ohrid, est un homme d'État britannique, membre et ancien chef du Parti national écossais (SNP) puis leader du parti Alba.
Membre de la Chambre des communes entre 1987 et 2010, il occupe par deux fois la fonction de chef du SNP. Il est également député au Parlement d'Écosse entre 1999 et 2001 et de 2007 à 2016 et Premier ministre d'Écosse du 16 mai 2007 au 19 novembre 2014. Il est de nouveau député au Parlement britannique de 2015 à 2017.

## Biographie

### Jeunesse et études
Né à Linlithgow, près d'Édimbourg, Alex Salmond suit des études à l’université de St Andrews, où il obtient des diplômes en sciences économiques et en histoire.

### Des débuts très rapides
Après une carrière d’économiste à la Royal Bank of Scotland, Alex Salmond est élu député à la Chambre des communes britannique et le reste de 1987 à 2010 pour Banff and Buchan ; il est par ailleurs entre 1999 et 2001 membre du Parlement écossais pour la même circonscription, à l'échelle de la nation constitutive.
Bien que considéré trop à gauche par la majorité de son parti, il devient chef du SNP pour la première fois en 1990, après en avoir été le vice-chef entre 1987 et 1990. À cette époque, le SNP n’avait que quatre députés au Parlement, mais sa grande combativité lui permit de gagner davantage de voix.

### Bataille pour la dévolution
En 1997, après l’élection du gouvernement travailliste à Londres, Alex Salmond mène avec son parti une campagne pour la dévolution. Décision difficile, particulièrement pour les durs du parti ; mais qui s’avère finalement payante puisque trois Écossais sur quatre votent pour un Parlement décentralisé.

### Mise en retrait temporaire en Écosse
En 2000, Alex Salmond crée la surprise en renonçant à son siège de leader du SNP. Il se justifie en expliquant qu’après dix années passées à la tête du parti, il veut renouveler la direction.
Il reste cependant le leader du groupe parlementaire siégeant à Westminster, où il se fait remarquer pour son opposition à la guerre en Irak, accusant sur un ton virulent le Premier ministre Tony Blair de « mensonge ».

### Premier ministre d'Écosse

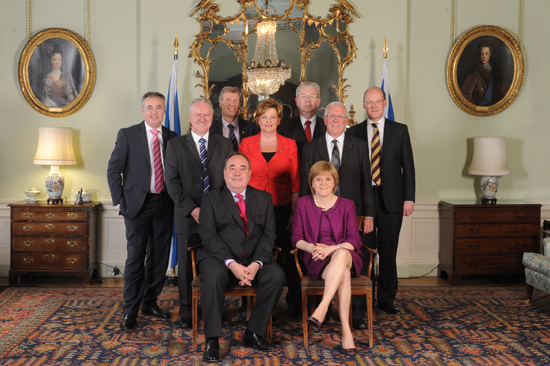
Le second cabinet Salmond à la Bute House en 2011.

Après la démission de son remplaçant John Swinney au poste de chef du SNP, Alex Salmond décide de se représenter, et reprend la tête du parti en août 2004.
Le 3 mai 2007, il est élu député du Parlement écossais dans la circonscription de Gordon au nord d'Aberdeen. Le 16 mai suivant, il est élu Premier ministre d'Écosse par le Parlement et forme un gouvernement minoritaire. À l'issue des élections parlementaires de mai 2011, le SNP remporte la majorité absolue et Salmond est réélu Premier ministre alors qu'il est désormais élu d'Aberdeenshire East, et ce jusqu'en 2016. Le 10 janvier 2012, il prend la décision d'organiser un référendum sur l'indépendance qui se tient le 18 septembre 2014. Le lendemain, le 19 septembre, à la suite de la victoire du « non » qui rassemble une majorité de 55,4 % des suffrages contre 44,6 % pour le « oui », Alex Salmond déclare assumer la responsabilité de l'échec du « oui » et annonce sa démission de ses fonctions de chef du Parti national écossais et de Premier ministre. Nicola Sturgeon, vice-Première ministre, lui succède à la tête du SNP le 14 novembre suivant, avant d'être élue Première ministre par le Parlement écossais le 19 novembre.

### Retour à la Chambre des Communes
Lors des élections générales britanniques de 2015, Alex Salmond est réélu comme député de la circonscription de Gordon. Après sa victoire, il déclare que « le lion écossais a rugi à travers le pays ».
Il est battu lors des élections générales britanniques de 2017.

### Affaire d'agressions sexuelles
Le 21 novembre 2019, Alex Salmond plaide non coupable devant la Haute cour écossaise à Édimbourg. Il est accusé d'agressions sexuelles, dont deux tentatives de viol sur dix femmes au total. Le 23 mars 2020, il est acquitté des accusations de tentatives de viol et d'agressions sexuelles.

### Mort
Le 12 octobre 2024, Alex Salmond meurt subitement à Ohrid en Macédoine du Nord où il participait à une rencontre dans l'école pour jeunes dirigeants de Gjorge Ivanov.

## Résultats électoraux

### Élections législatives écossaises
| Année | Parti              | Parti | Circonscription  | Voix   | %    | Rang | Issue |
| ----- | ------------------ | ----- | ---------------- | ------ | ---- | ---- | ----- |
| 1999  |                    | SNP   | Banff and Buchan | 16 695 | 52,6 | 1er  | Élu   |
| 2007  | Gordon             | SNP   | 14 650           | 41,4   | 1er  | Élu  |       |
| 2011  | Aberdeenshire East | SNP   | 19 533           | 64,5   | 1er  | Élu  |       |

### Élections générales britanniques
| Année | Parti  | Parti | Circonscription  | Voix   | %    | Rang  | Issue |
| ----- | ------ | ----- | ---------------- | ------ | ---- | ----- | ----- |
| 1987  |        | SNP   | Banff and Buchan | 19 462 | 44,3 | 1er   | Élu   |
| 1992  | 21 954 | SNP   | Banff and Buchan | 47,5   | 1er  | Élu   |       |
| 1997  | 22 409 | SNP   | Banff and Buchan | 55,8   | 1er  | Élu   |       |
| 2001  | 16 710 | SNP   | Banff and Buchan | 54,2   | 1er  | Élu   |       |
| 2005  | 19 044 | SNP   | Banff and Buchan | 51,2   | 1er  | Élu   |       |
| 2015  | Gordon | SNP   | 27 717           | 47,7   | 1er  | Élu   |       |
| 2017  | Gordon | SNP   | 19 254           | 35,9   | 2e   | Battu |       |